# Polypodium scutifrons
Polypodium scutifrons là một loài dương xỉ trong họ Polypodiaceae. Loài này được Bojer mô tả khoa học đầu tiên năm 1837.
Danh pháp khoa học của loài này chưa được làm sáng tỏ. 